# 张超超
张超超（1967年12月—），男，汉族，河南新蔡人，中华人民共和国政治人物。南京农业大学农业经济与贸易学院农业经济管理专业毕业，中国农业科学院研究生院农业宏观经济研究专业博士研究生学历。现任中共河北省委常委、石家庄市委书记，第二十届中央委员会候补委员。

## 生平
1987年9月加入中国共产党。1995年8月参加工作。历任山东省日照市科技副市长（聘任），副市长，市委常委、常务副市长，省人民政府副秘书长兼省金融服务办公室主任，省发展和改革委员会主任等职。2012年8月升任山东省人民政府副省长。
2014年12月转任中共宁夏回族自治区党委常委，宁夏回族自治区人民政府常务副主席。
2021年4月任中共河北省委常委，中共石家庄市委书记。2022年10月当选中共第二十届中央委员会候补委员。